# João Batista Vilanova Artigas

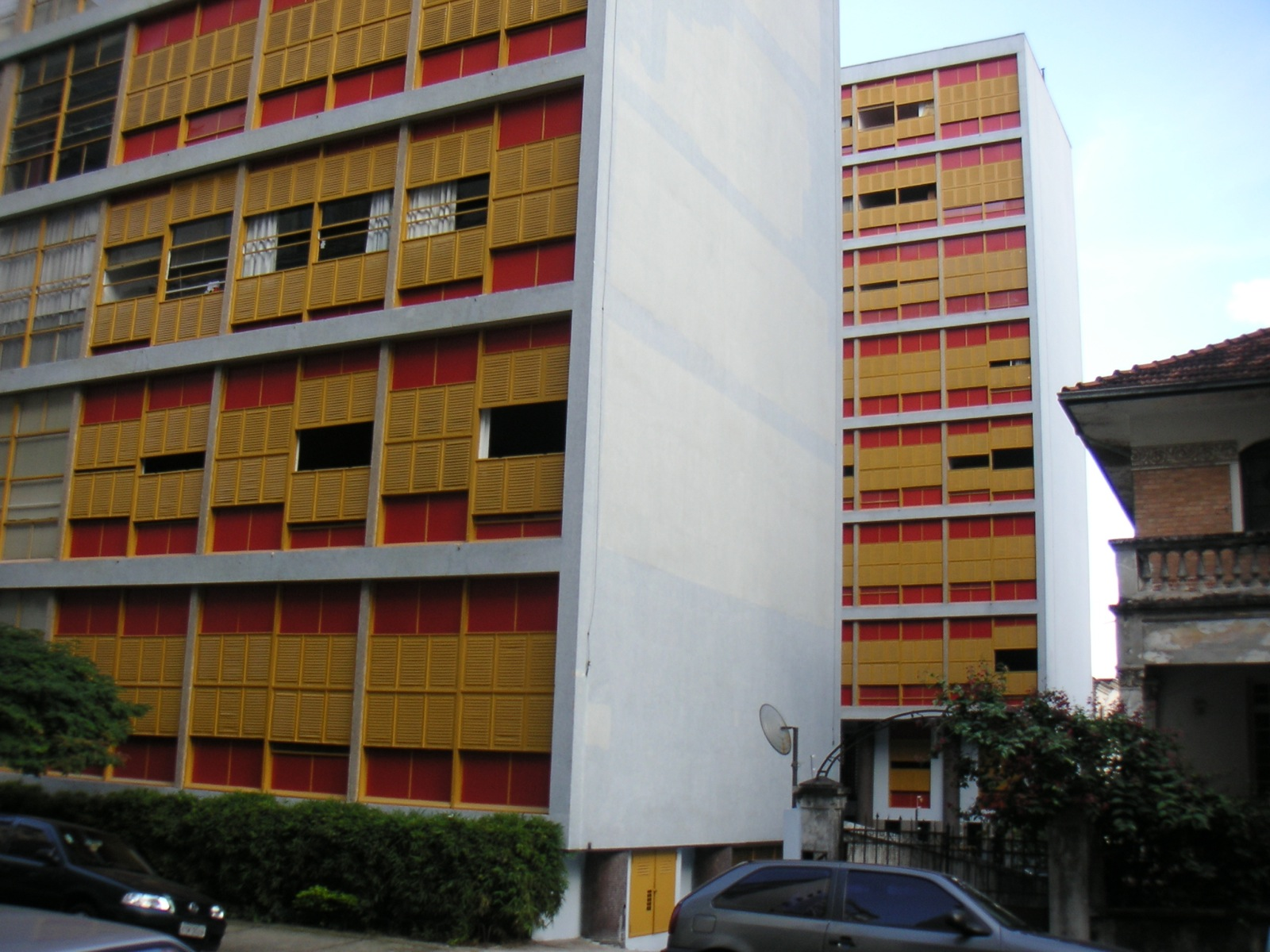
Edificio Louveira, São Paulo, por Vilanova Artigas

João Batista Vilanova Artigas (Curitiba, 23 de junio de 1915-São Paulo, 12 de enero de 1985) fue un arquitecto brasileño cuya obra está ligada al movimiento arquitectónico conocido como Escuela paulista. Artigas es uno de los principales nombres de la historia de la arquitectura de São Paulo, debido al conjunto de su obra realizada en este Estado.

## Biografía
Arquitecto por la escuela politécnica de la Universidad de São Paulo, Artigas se rodeó, siendo estudiante, de un grupo de artistas de vanguardia (de entre los cuales se destacaría más tarde el pintor Alfredo Volpi) conocido como Grupo Santa Helena, debido a su constante interés por la actividad del diseño — tema cuyo estudio tomaría como uno de los elementos presentes en su obra.
Cuando se hizo profesor de la Escuela Politécnica, Artigas formó parte del grupo de profesores que dio origen a la Facultad de arquitectura y urbanismo de la Universidad de São Paulo (FAU). Era un profesor activo en esta nueva escuela: es de su autoría el proyecto de reforma curricular implantado en los años 1960 que redefiniría el perfil de profesional formado por aquella escuela y fue responsable, junto al arquitecto Carlos Cascaldi, del proyecto de la nueva sede de la Facultad: un edificio localizado en la Ciudad Universitaria que lleva su nombre y sintetiza su pensamiento arquitectónico.
En 1969, por determinación del régimen militar vigente en el país, fue expulsado de la FAU y obligado a exiliarse, debido a su relación con el partido comunista brasileño (PCB). Su retorno a la facultad, en 1979, fue celebrado por los alumnos, donde continuaría enseñando hasta su muerte. Irónicamente, en este período de redemocratización, fue profesor de la disciplina de Estudios de Problemas Brasileños, creada por la dictadura militar. Durante ese curso, llevó a la FAU a diversas personalidades del mundo artístico, político y cultural, entre ellas el pintor Aldemir Martins, el actor Juca de Oliveira y el entonces arzobispo de São Paulo Paulo Evaristo Arns.

### Cronología de su obra
En São Paulo
- 1946 - Edificio Louveira, en el barrio de Higienópolis
- 1949 - [Casa do arquitecto]-Sao paulo
- 1960 - Estadio do Morumbi
- 1969 - Edificio-sede de la FAU-USP, en la Ciudad Universitaria de la Universidad de São Paulo

En Guarulhos
- 1968 - Conjunto habitacional Zezinho Magalhães Prado (también conocido como Parque CECAP)

En Londrina
- 1950 - Estación Rodoviaria.
- 1950 - Casa da Criança

En Curitiba
- Hospital São Lucas
- Residencia Bettega
- Residencia Niclevicz

## Obras bibliográficas
- ARTIGAS, João Batista Vilanova; Caminhos da arquitetura; São Paulo: Cosac e Naify, 2004. ISBN 85-7503-353-0
- KAMITA, Masao; Vilanova Artigas; São Paulo: Cosac e Naify, 2000. 8575030280

- Datos: Q1791191
- Multimedia: Vilanova Artigas / Q1791191